# Parkers tapaculo
De Parkers tapaculo (Scytalopus parkeri) is een zangvogel uit de familie Rhinocryptidae (tapaculo's). Deze vogel is genoemd naar de bij een vliegtuigongeluk omgekomen Amerikaanse ornitholoog Ted Parker (1953-1993).

## Verspreiding en leefgebied
Deze soort komt voor in zuidelijk Ecuador en noordelijk Peru.

## Status
De grootte van de populatie is niet gekwantificeerd maar de soort wordt omschreven als schaars in Peru en plaatselijk algemeen in Ecuador. Op de Rode lijst van de IUCN heeft deze soort de status niet bedreigd.